# Conioscinella mars
Conioscinella mars är en tvåvingeart som först beskrevs av Charles Howard Curran 1926.  Conioscinella mars ingår i släktet Conioscinella och familjen fritflugor. Inga underarter finns listade i Catalogue of Life.